# Cardiocondyla paradoxa
Cardiocondyla paradoxa är en myrart som beskrevs av Carlo Emery 1897. Cardiocondyla paradoxa ingår i släktet Cardiocondyla och familjen myror. Inga underarter finns listade.

## Bildgalleri

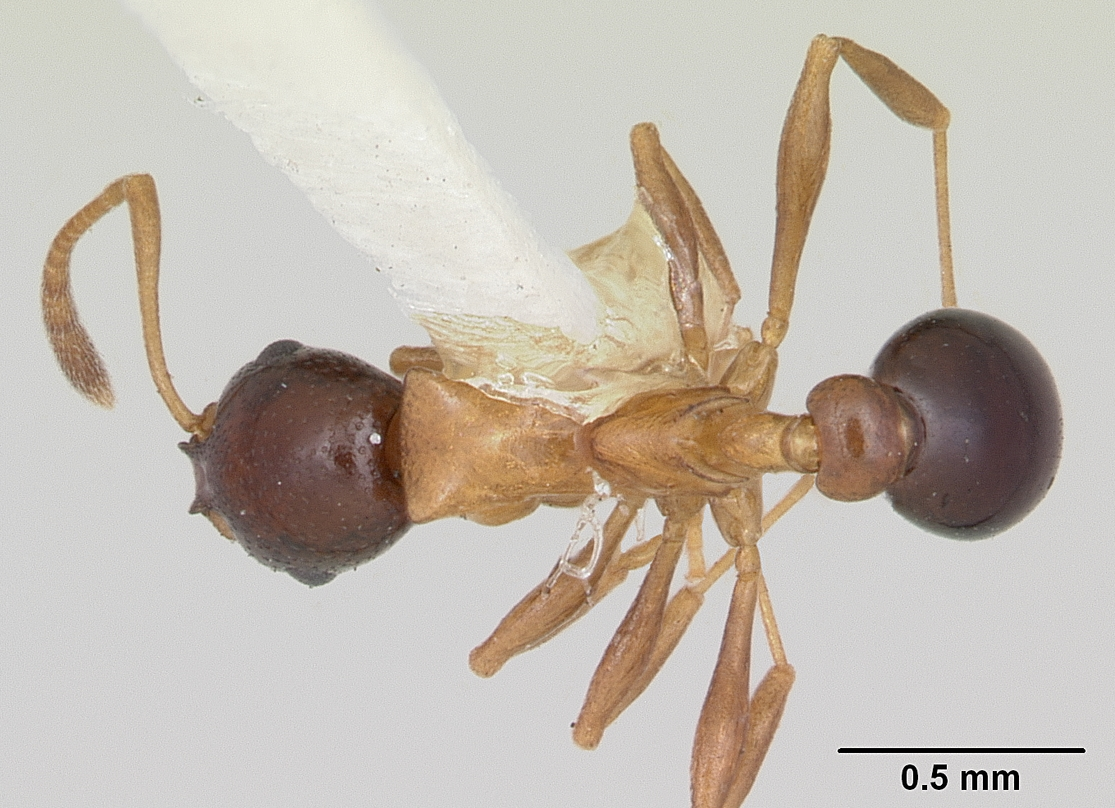
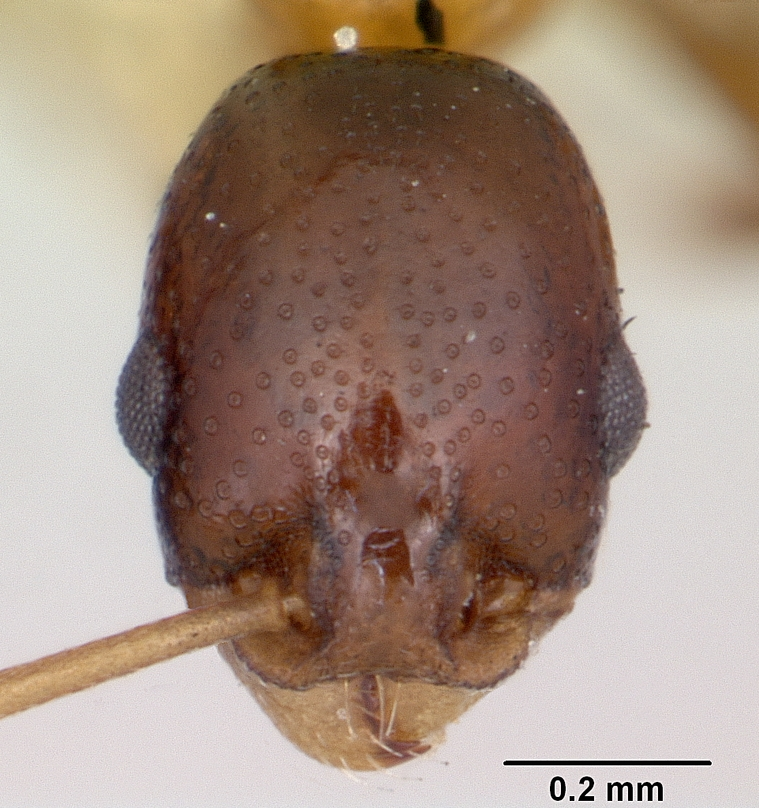
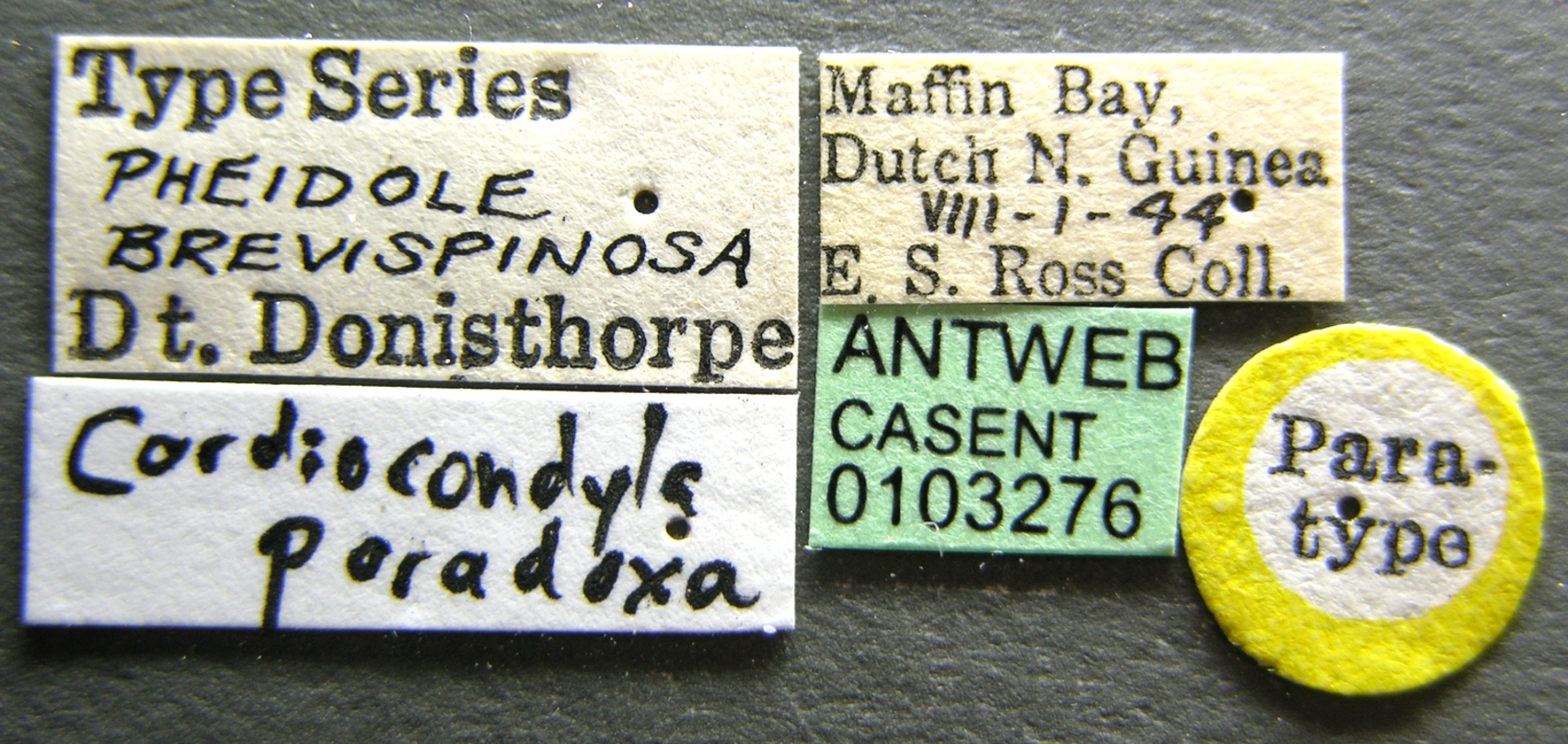
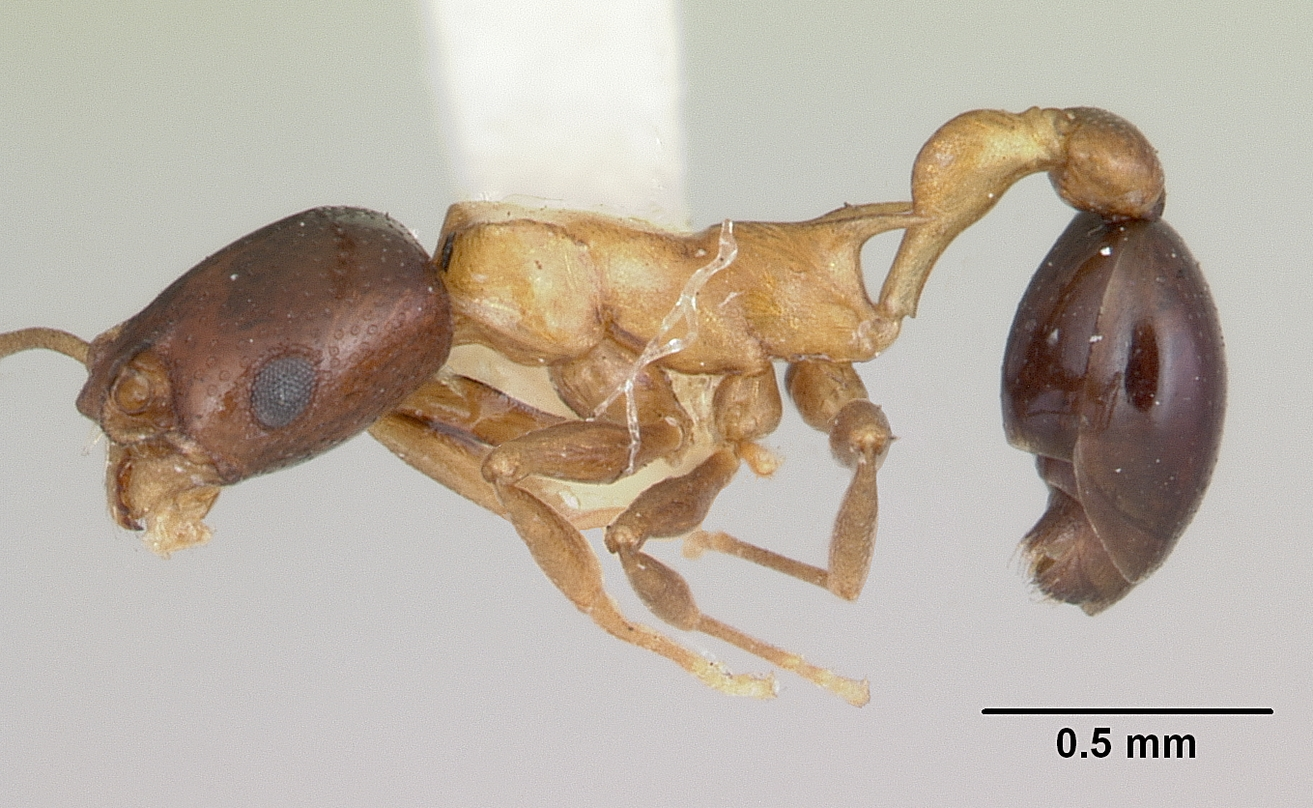
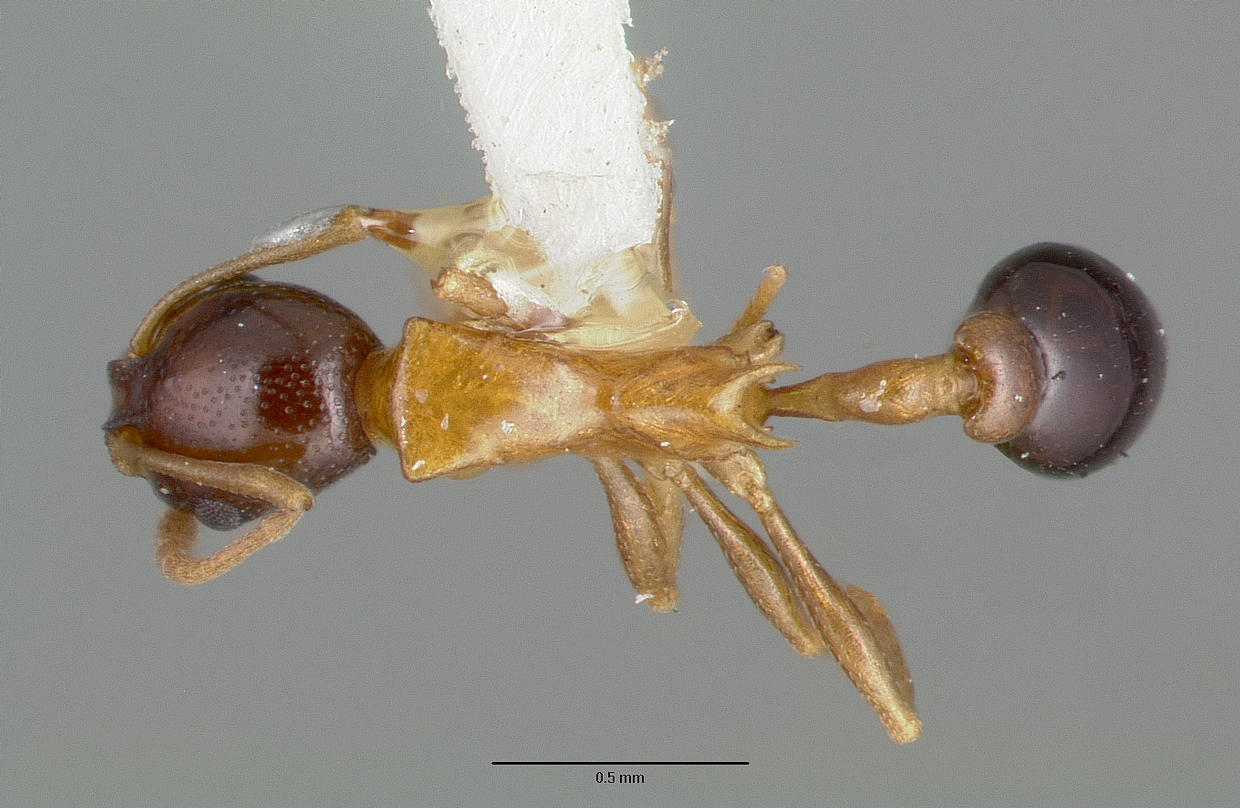
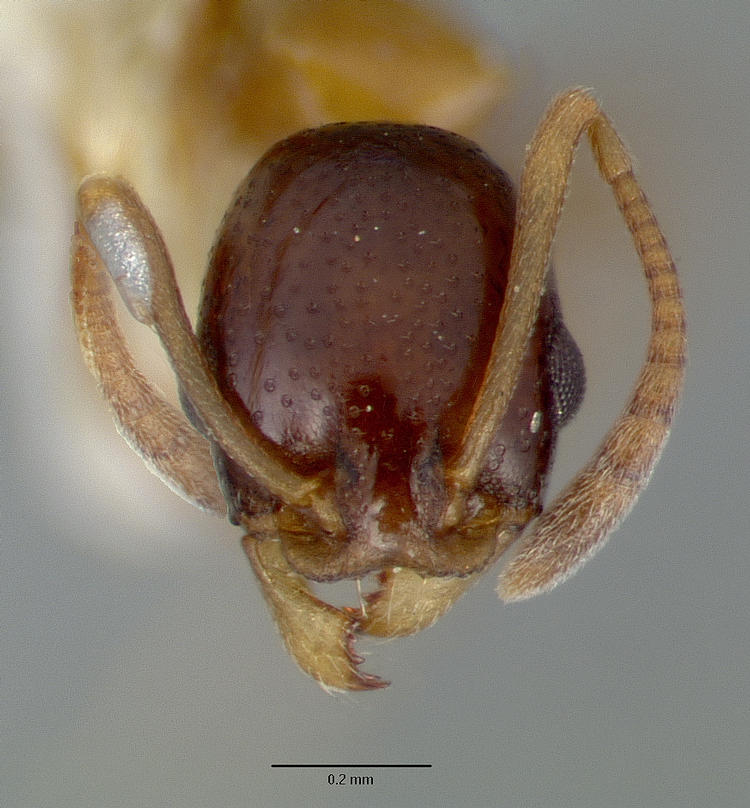